# Архангельский, Евгений Григорьевич
Евге́ний Григо́рьевич Арха́нгельский (6 сентября 1921, Орехово-Зуево — 1983, Ленинград) — советский футболист, нападающий. Мастер спорта СССР (1945; 1957).

## Биография
Сын футболиста и тренера Григория Архангельского (1896—1959).
Начал играть в ленинградском «Пищевике», затем выступал за местные «Зенит» (1939—1940), «Динамо» (1941—1946, 1949), «Динамо-2» (клубная команда, в Кубке СССР 1953), московское «Динамо» (1947—1948). Участник турне московского «Динамо» по Великобритании 1945 года. Участник матчей в блокадном Ленинграде (1942).
С 1957 года — тренер. Работал в мурманском «Севере», СДЮШОР «Смена» Ленинград.

### Стиль игры
В анкете газеты «Советский спорт» так характеризовал свой любимый удар по мячу: «Желательна подача мяча сзади — вперед. Здесь я должен сделать рывок, выйти к мячу и подъемом произвести удар по катящемуся мячу».

## Достижения
- Двукратный серебряный призёр чемпионата СССР: 1947, 1948[5].
- В списке 33 лучших футболистов сезона — 1945 год, № 3.